# Kranskartelblad
Het kranskartelblad (Pedicularis verticillata) is een kruidachtige plant uit de bremraapfamilie (Orobanchacea).
De plant is te vinden in alle Europese gebergtes, voornamelijk op kalkgraslanden.

## Naamgeving enetymologie
- Engels: Whorled lousewort
- Frans: Pédiculaire verticillée
- Duits: Quirlblättriges Läusekraut

De botanische naam Pedicularis is afgeleid van het Latijnse 'pediculus' (luis), naar het bijgeloof dat het eten van de plant door vee zou leiden tot besmetting door luizen. De soortaanduiding verticillata verwijst naar de opvallende stand van de stengelbladeren.

## Kenmerken
Het kranskartelblad is een overblijvende, kruidachtige halfparasiet met een 15 tot 35 cm lange, opgerichte bloemstengel met vier rijen haren. De plant heeft een wortelrozet van tot 35 mm lange lijnlancetvormige, veerdelige bladeren, en gelijkvormige, in ijle kransen van meestal vier staande stengelbladeren, voorzien van korte bladstelen.
De bloemen staan in een korte, halfronde bloemtros, en zijn hel roze tot lichtpaars gekleurd, zelden vaal roze. De bovenlip is afgerond, de onderlip heeft drie gelijkvormige lobben. De kelk is klokvormig, met vijf ongelijke tanden, paars gekleurd. De onderste schutbladen zijn langer dan de bloemen. 
Het kranskartelblad bloeit van juni tot september.

## Habitaten verspreiding
Het kranskartelblad komt vooral voor in niet te droge kalkgraslanden, tot op een hoogte van 2800 m.
De plant heeft een arctisch-alpiene verspreiding. Hij komt voor in bijna alle Europese gebergtes van de Pyreneeën tot de Balkan. Verder in Alaska, Noordwest-Canada en in China.
... · 
P. gyroflexa (Wollig kartelblad) · 
P. kerneri · 
P. lapponica (Laplands kartelblad) · 
P. oederi (Bont kartelblad) · 
P. palustris (Moeraskartelblad) · 
P. rosea (Roze kartelblad) · 
P. rostratospicata (Vleeskleurig kartelblad) · 
P. sceptrum-carolinum (Karels scepter) · 
P. sylvatica (Heidekartelblad) · 
P. tuberosa (Knolkartelblad) · 
P. verticillata (Kranskartelblad) · 
...